# Лугачкови
Лугачкови (Dipsacaceae) е семейство покритосеменни растения от разред Dipsacales. Системата APG II дава възможност да бъде разглеждано като самостоятелно семейство или като част от семейство Caprifoliaceae. Включва около 10 рода многогодишни или двугодишни тревисти растения и храсти, разпространени главно в умерения пояс на Стария свят.

## Родове
- Acanthocalyx
- Callistemma
- Cephalaria – Звездоглавка
- Dipsacus – Лугачка
- Knautia – Червеноглавче
- Morina – Морина
- Pterocephalus
- Pycnocomon
- Scabiosa – Скабиоза
- Succisa – Синьоглавче
- Succisella
- Triplostegia